# サルバドール・ペレス
サルバドール・ペレス・ディアス（Salvador Pérez Diaz, 1990年5月10日 - ）は、ベネズエラのカラボボ州バレンシア出身のプロ野球選手（捕手）。右投右打。MLBのカンザスシティ・ロイヤルズに所属。愛称はSALVY（サルヴィー）。

## 経歴

### プロ入り前
4歳の時に両親が離婚し、以後母親の手によって育てられる。丁度その頃に野球を始めたが、初めて捕手を務めたのは8歳の時であった。早くから才能を発揮し、12歳になる頃にはコーチから「将来のメジャーリーガー」と見なされるようになっていた。

### プロ入りとロイヤルズ時代
2006年9月27日にアマチュアFAとしてカンザスシティ・ロイヤルズと契約。
2007年にルーキーリーグでデビューすると、盗塁阻止率48%を記録して注目される。守備に比べて打撃は課題とされていたが、2010年はA+級ウィルミントン・ブルーロックスでリーグ8位の打率.290を記録した。
2011年はAA級ノースウエストアーカンソー・ナチュラルズでスタートしたペレスは、79試合で打率.283、9本塁打という成績を残し、AAA級オマハ・ストームチェイサーズへ昇格。首脳陣はロースターが拡大される9月にペレスを昇格させる構想だったが、マット・トレーナーとブライアン・ペーニャの両捕手が離脱したことにより、予定より早くメジャーへ昇格することになった。8月10日のタンパベイ・レイズ戦でデビューしてからは、21歳という若さながら正捕手として起用された。
2012年2月26日に2016年まで5年総額700万ドルの契約を結んだ。2017年から2019年までのオプションを含めると8年総額2175万ドルとなり、最大で500万ドルの出来高もつく。しかし、スプリングトレーング期間中に左膝の半月板を痛め、復帰したのは7月になってからだった。復帰後は3割を超える打率を残し、リーグ1位の盗塁阻止率42%を記録した。
2013年はシーズン開幕前の3月に開催された第3回ワールド・ベースボール・クラシック（WBC）のベネズエラ代表に選出された。同大会では、ミゲル・モンテロの控えとして2試合に出場した。シーズンでは初めて規定打席に到達し、オールスターゲームに初選出された。捕手としての出場試合数（137）はマット・ウィータースに次いでリーグ2位。オフには、自身初のゴールドグラブ賞を受賞した。
2014年は自己最多となる150試合に出場し、捕手としての出場試合数（146）は両リーグ1位。打率こそ、メジャーデビュー以来初めて2割9分を下回ったが、二塁打と本塁打で自己ベストを更新。またメジャー初盗塁も決めた。守備では失策9（守備率.992）、DRS+12、3年連続30%以上となる盗塁阻止率という成績を残した。2年連続でのオールスター選出、チームのプレーオフ進出もあり、充実したシーズンを過ごした。9月30日のオークランド・アスレチックスとのワイルドカードゲームでは、延長12回裏にサヨナラ安打を放ち、ディビジョンシリーズ進出に貢献した。オフには2年連続となるゴールドグラブ賞を受賞した。また11月7日に日米野球2014のMLB選抜に選出された。
2015年はオールスターゲームの投票では2位のラッセル・マーティンらに大差をつけ1100万票以上獲得し、3年連続で選出された。この年は142試合に出場し、打率.260、21本塁打、70打点を記録した。しかしメジャーデビューから4年連続で出塁率は低下した。守備では139試合で守りに就き、捕手では4失策、自己最高の守備率.996、盗塁阻止率31%という成績を残した。
2016年はシーズン開幕前の3月1日に既存契約のうち2017年以降の球団側選択オプションをなくし、新たに2021年までの5年総額5250万ドルで契約を延長した。シーズンでは139試合に出場して打率.247、22本塁打、64打点という成績を記録。打率と合わせて119三振も喫した一方、本塁打と二塁打（28二塁打）はいずれも自己最多（二塁打はタイ）を記録した。オフの12月5日に第4回WBCのベネズエラ代表に選出された。
2017年はシーズン開幕前に選出されていた第4回WBCに参加。3月10日のイタリア戦で負傷し、代表を離脱した。シーズンでは6月10日に通算100本塁打を達成した。
2019年3月にトミー・ジョン手術を受け、シーズンを全休した。
2020年はシーズン開幕前にアメリカ国籍を取得した。7月4日には新型コロナウイルスに陽性反応を示した。シーズンではコロナウイルスの影響で60試合の短縮シーズンとなった中で2シーズンぶりに復帰し、37試合に出場し、打率.333、11本塁打、32打点の成績を記録。オフには自身3度目となるシルバースラッガー賞を受賞すると同時に、カムバック賞も受賞した。12月9日にオールMLBチームのファーストチーム捕手に初選出された。
2021年はシーズン開幕前の3月21日にロイヤルズと4年総額8200万ドルで契約延長した。オプションとして2026年は球団側が選択権を所持し、バイアウトの際は200万ドルが支払われる。シーズンでは7月1日に通算7度目、ファン投票では通算6度目となるオールスターゲームに選出された。オールスターゲーム前日の7月12日に「7番・捕手」で先発出場することが発表された。また、同日に開催されたホームランダービーでは第1ラウンドでメッツのピート・アロンソに敗れて敗退した。7月13日に開催されたオールスターゲームでは先発出場し、5回裏にレイズのマイク・ズニーノと交代した。シーズン終盤にはエンゼルスの大谷翔平、ブルージェイズのブラディミール・ゲレーロ・ジュニアとの激しい本塁打王争いを展開した。最終的にゲレーロ・ジュニアと同数で本塁打王、単独での打点王のタイトルを獲得した。
オフの11月23日に2年連続2度目となるオールMLBチームのファーストチーム捕手に選出された。最終的に48本の本塁打を放ち、キャッチャーとしては1970年のジョニー・ベンチの記録45本を更新し、1972年の同選手の達成以来のキャッチャーでのホームラン王となった。
2023年はシーズン開幕前の3月に開催された第5回WBCのベネズエラ代表に選出され、3大会連続3度目の選出を果たした。シーズンでは7月2日にMLB選出で通算8度目となるオールスターゲームに選出された。
2024年は通算9度目となるオールスターゲームに選出された。10月27日にはロベルト・クレメンテ賞を受賞し、11月12日には5度目となるシルバースラッガー賞を受賞した。

## 選手としての特徴
身長は6フィート3インチ（約190.5cm）で、捕手としては高身長の部類に入るが、守備動作は俊敏で、パスボールも少ない。肩の強さ、送球の正確さも非常に優秀で、マイナーでの通算盗塁阻止率は4割を超えている。
打撃では平均以上のパワーを持ち、打率を残すコンタクト技術もあるが、積極的に打って行くフリースインガーであるため、四球が少なく、結果として出塁率は伸びない。

## 人物
2015年に阪神タイガースに所属していたマリオ・サンティアゴとは友人であり、サンティアゴがNPBで初勝利した際には、お祝いメールを送信している。

## 詳細情報

### 年度別打撃成績
| 年 度     | 球 団     | 試 合 | 打 席 | 打 数 | 得 点 | 安 打 | 二 塁 打 | 三 塁 打 | 本 塁 打 | 塁 打 | 打 点 | 盗 塁 | 盗 塁 死 | 犠 打 | 犠 飛 | 四 球 | 敬 遠 | 死 球 | 三 振 | 併 殺 打 | 打 率 | 出 塁 率 | 長 打 率 | O P S |
| --------- | --------- | ----- | ----- | ----- | ----- | ----- | -------- | -------- | -------- | ----- | ----- | ----- | -------- | ----- | ----- | ----- | ----- | ----- | ----- | -------- | ----- | -------- | -------- | ----- |
| 2011      | KC        | 39    | 158   | 148   | 20    | 49    | 8        | 2        | 3        | 70    | 21    | 0     | 0        | 0     | 2     | 7     | 0     | 1     | 20    | 5        | .331  | .361     | .473     | .834  |
| 2012      | KC        | 76    | 305   | 289   | 38    | 87    | 16       | 0        | 11       | 136   | 39    | 0     | 0        | 0     | 3     | 12    | 3     | 1     | 27    | 14       | .301  | .328     | .471     | .798  |
| 2013      | KC        | 138   | 526   | 496   | 48    | 145   | 25       | 3        | 13       | 215   | 79    | 0     | 0        | 0     | 5     | 21    | 2     | 4     | 63    | 13       | .292  | .323     | .433     | .757  |
| 2014      | KC        | 150   | 606   | 578   | 57    | 150   | 28       | 2        | 17       | 233   | 70    | 1     | 0        | 0     | 3     | 22    | 2     | 3     | 85    | 22       | .260  | .289     | .403     | .692  |
| 2015      | KC        | 142   | 553   | 531   | 52    | 138   | 25       | 0        | 21       | 226   | 70    | 1     | 0        | 0     | 5     | 13    | 4     | 4     | 82    | 23       | .260  | .280     | .426     | .706  |
| 2016      | KC        | 135   | 546   | 514   | 57    | 127   | 28       | 2        | 22       | 225   | 64    | 0     | 0        | 0     | 2     | 22    | 3     | 8     | 119   | 12       | .247  | .288     | .438     | .725  |
| 2017      | KC        | 129   | 499   | 471   | 57    | 126   | 24       | 1        | 27       | 233   | 80    | 1     | 0        | 0     | 5     | 17    | 3     | 5     | 95    | 23       | .268  | .297     | .495     | .792  |
| 2018      | KC        | 129   | 544   | 510   | 52    | 120   | 23       | 0        | 27       | 224   | 80    | 1     | 1        | 0     | 5     | 17    | 0     | 12    | 108   | 19       | .235  | .274     | .439     | .713  |
| 2020      | KC        | 37    | 156   | 150   | 22    | 50    | 12       | 0        | 11       | 95    | 32    | 1     | 0        | 0     | 1     | 3     | 0     | 2     | 36    | 0        | .333  | .353     | .633     | .986  |
| 2021      | KC        | 161   | 665   | 620   | 88    | 169   | 24       | 0        | 48       | 337   | 121   | 1     | 0        | 0     | 4     | 28    | 4     | 13    | 170   | 14       | .273  | .316     | .544     | .859  |
| 2022      | KC        | 114   | 473   | 445   | 48    | 113   | 23       | 1        | 23       | 207   | 76    | 0     | 0        | 0     | 3     | 18    | 2     | 7     | 109   | 9        | .254  | .292     | .465     | .757  |
| 2023      | KC        | 140   | 580   | 538   | 59    | 137   | 21       | 0        | 23       | 227   | 80    | 0     | 0        | 0     | 8     | 19    | 6     | 13    | 135   | 11       | .255  | .292     | .422     | .714  |
| 2024      | KC        | 158   | 652   | 590   | 58    | 160   | 28       | 0        | 27       | 269   | 104   | 0     | 0        | 0     | 6     | 44    | 9     | 11    | 129   | 17       | .271  | .330     | .456     | .786  |
| MLB：13年 | MLB：13年 | 1552  | 6263  | 5880  | 656   | 1571  | 285      | 11       | 273      | 2697  | 916   | 6     | 1        | 0     | 52    | 243   | 38    | 84    | 1178  | 182      | .267  | .303     | .459     | .762  |

- 2024年度シーズン終了時
- 各年度の太字はリーグ最高

### WBCでの打撃成績
| 年 度 | 代 表      | 試 合 | 打 席 | 打 数 | 得 点 | 安 打 | 二 塁 打 | 三 塁 打 | 本 塁 打 | 塁 打 | 打 点 | 盗 塁 | 盗 塁 死 | 犠 飛 | 四 球 | 敬 遠 | 死 球 | 三 振 | 併 殺 打 | 打 率 | 出 塁 率 | 長 打 率 |
| ----- | ---------- | ----- | ----- | ----- | ----- | ----- | -------- | -------- | -------- | ----- | ----- | ----- | -------- | ----- | ----- | ----- | ----- | ----- | -------- | ----- | -------- | -------- |
| 2013  | ベネズエラ | 2     | 5     | 5     | 1     | 1     | 1        | 0        | 0        | 2     | 0     | 0     | 0        | 0     | 0     | 0     | 0     | 1     | 0        | .200  | .200     | .400     |
| 2017  | ベネズエラ | 2     | 8     | 7     | 2     | 2     | 1        | 0        | 1        | 6     | 2     | 0     | 0        | 0     | 1     | 0     | 1     | 0     | 1        | .286  | .375     | .857     |
| 2023  | ベネズエラ | 4     | 15    | 14    | 5     | 6     | 4        | 0        | 1        | 13    | 6     | 0     | 0        | 0     | 0     | 0     | 1     | 1     | 0        | .429  | .467     | .929     |

### 年度別守備成績
| 年 度 | 球 団 | 捕手（C） | 捕手（C） | 捕手（C） | 捕手（C） | 捕手（C） | 捕手（C） | 捕手（C） | 捕手（C） | 捕手（C） | 捕手（C） | 捕手（C） | 一塁（1B） | 一塁（1B） | 一塁（1B） | 一塁（1B） | 一塁（1B） | 一塁（1B） |
| 年 度 | 球 団 | 試 合     | 刺 殺     | 補 殺     | 失 策     | 併 殺     | 守 備 率  | 捕 逸     | 企 図 数  | 許 盗 塁  | 盗 塁 刺  | 阻 止 率  | 試 合      | 刺 殺      | 補 殺      | 失 策      | 併 殺      | 守 備 率   |
| ----- | ----- | --------- | --------- | --------- | --------- | --------- | --------- | --------- | --------- | --------- | --------- | --------- | ---------- | ---------- | ---------- | ---------- | ---------- | ---------- |
| 2011  | KC    | 39        | 290       | 21        | 3         | 2         | .990      | 2         | 33        | 26        | 7         | .212      | -          | -          | -          | -          | -          | -          |
| 2012  | KC    | 74        | 522       | 53        | 4         | 4         | .993      | 3         | 43        | 25        | 18        | .419      | -          | -          | -          | -          | -          | -          |
| 2013  | KC    | 137       | 930       | 71        | 7         | 4         | .993      | 3         | 71        | 46        | 25        | .352      | 1          | 2          | 0          | 1          | 0          | .667       |
| 2014  | KC    | 146       | 1037      | 72        | 9         | 5         | .992      | 5         | 82        | 57        | 25        | .305      | -          | -          | -          | -          | -          | -          |
| 2015  | KC    | 139       | 974       | 90        | 4         | 10        | .996      | 4         | 95        | 66        | 29        | .305      | 1          | 2          | 0          | 0          | 1          | 1.000      |
| 2016  | KC    | 128       | 989       | 77        | 4         | 4         | .996      | 5         | 77        | 40        | 37        | .481      | 1          | 3          | 0          | 0          | 0          | 1.000      |
| 2017  | KC    | 115       | 784       | 46        | 5         | 3         | .994      | 3         | 74        | 54        | 20        | .270      | -          | -          | -          | -          | -          | -          |
| 2018  | KC    | 96        | 690       | 69        | 0         | 11        | 1.000     | 4         | 42        | 27        | 25        | .481      | 3          | 25         | 1          | 0          | 2          | 1.000      |
| 2020  | KC    | 34        | 295       | 6         | 0         | 1         | 1.000     | 0         | 11        | 8         | 3         | .273      | 3          | 15         | 0          | 0          | 4          | 1.000      |
| 2021  | KC    | 124       | 975       | 61        | 2         | 12        | .998      | 1         | 41        | 23        | 18        | .439      | -          | -          | -          | -          | -          | -          |
| 2022  | KC    | 77        | 548       | 30        | 3         | 3         | .995      | 1         | 29        | 19        | 10        | .345      | -          | -          | -          | -          | -          | -          |
| 2023  | KC    | 91        | 655       | 25        | 1         | 2         | .999      | 2         | 63        | 54        | 9         | .143      | 23         | 149        | 14         | 1          | 13         | .994       |
| 2024  | KC    | 91        | 730       | 25        | 5         | 7         | .993      | 3         | 48        | 37        | 11        | .229      | 49         | 334        | 25         | 0          | 31         | 1.000      |
| MLB   | MLB   | 1291      | 9419      | 646       | 47        | 68        | .995      | 36        | 719       | 482       | 237       | .330      | 81         | 530        | 40         | 2          | 51         | .997       |

- 2024年度シーズン終了時
- 各年度の太字はリーグ最高
- 各年度の太字年はゴールドグラブ賞受賞

### タイトル
- 本塁打王：1回（2021年）
- 打点王：1回（2021年）

### 表彰
MLB
- シルバースラッガー賞（捕手部門）：5回（2016年、2018年、2020年、2021年、2024年）[30]
- ゴールドグラブ賞（捕手部門）：5回（2013年 - 2016年、2018年）
- ワールドシリーズMVP：1回（2015年）
- カムバック賞：1回（2020年）
- ルー・ゲーリッグ賞：1回（2021年）
- ロベルト・クレメンテ賞：1回（2024年）
- オールMLBチーム[31]
  - ファーストチーム捕手：2回（2020年、2021年）
  - セカンドチーム捕手：1回（2024年）

国際大会
- オールWBCチーム：1回（捕手部門：2023年）
- WBCマイアミラウンドMVP：1回（2023年）

### 記録
- MLBオールスターゲーム選出：9回（2013年、2014年、2015年、2016年、2017年、2018年、2021年、2023年、2024年）

### 背番号
- 13（2011年 - 2018年、2020年 - ）
  - 15（2013年WBC、2017年WBC）

### 代表歴
- 2013 ワールド・ベースボール・クラシック・ベネズエラ代表
- 2017 ワールド・ベースボール・クラシック・ベネズエラ代表
- 2023 ワールド・ベースボール・クラシック・ベネズエラ代表